# Frank Skinner
Pour les articles homonymes, voir Skinner.
Frank Skinner est un compositeur et arrangeur américain de musiques de films, né le 31 décembre 1897 à Meredosia (Illinois) et mort le 8 octobre 1968  à Hollywood (Californie).

## Biographie
Diplômé du Chicago Musical College, à 16 ans, Frank Skinner débute dans le vaudeville avec son frère Carl et commence une longue carrière de musicien et d’arrangeur pour des orchestres de danse, principalement sur les bateaux à vapeur montant et descendant la rivière Illinois. Ce travail l'amène un jour à New York, où, de 1925 à 1935, il arrangera quelque 2000 chansons populaires pour Robbins Publishing. Il rédigera deux livres sur cette discipline avant de quitter Manhattan pour Hollywood dont Skinner's New Method for Orchestra Scoring (1935).
Après un bref engagement à MGM, pour le montage musical du Grand Ziegfeld (1936), Skinner est engagé par les Studios Universal. Pendant ses trente années d’activité chez Universal, il composera la musique de plus de 200 films. Bien que continuant à travailler sur des comédies musicales, il maîtrise rapidement les exigences spécifiques du répertoire dramatique et remporte cinq nominations aux Oscars (1938-1943). Son approche particulière pour les partitions de films d’horreur, telles que Le Fils de Frankenstein (Son of Frankenstein, 1939) et Le Loup-garou (The Wolf Man, 1941), se caractérise par « une passion pour le style chromatique… les effets de miroir… (et) des orchestrations typiques, sobres mais chargées de menace. » (Marcello).
Il acquiert une nouvelle reconnaissance dans les années 1950 grâce à ses flamboyantes partitions romantiques et mélodramatiques, notamment pour Le Secret magnifique (1954), Écrit sur du vent (1956) ou Mirage de la vie (1959), de Douglas Sirk, qui demeurent les perfections du genre.
En dépit des nombreux changements survenus dans l’industrie du cinéma, son livre Underscore (1950) reste, aujourd'hui encore, une excellente introduction à l’écriture musicale pour l’écran.

## Filmographie

### Années 1930
- 1936 : Trois Jeunes Filles à la page (Three smarts girls) de Henry Koster
- 1937 : When Love Is Young
- 1937 : As Good as Married
- 1937 : Some Blondes Are Dangerous
- 1937 : Prescription for Romance
- 1938 : Femmes délaissées  (Wives Under Suspicion) de James Whale
- 1938 : La Coqueluche de Paris (The Rage of Paris)  de Henry Koster
- 1938 : Strange Faces
- 1938 : Little Tough Guy
- 1938 : Letter of Introduction (en)
- 1938 : Youth Takes a Fling
- 1938 : Tempête (The Storm) de Harold Young
- 1938 : Little Tough Guys in Society
- 1938 : Exposed de Harold D. Schuster
- 1938 : Secrets of a Nurse
- 1938 : Swing, Sister, Swing
- 1938 : Dernière édition (en) (Newsboys' Home)
- 1939 : Pirates of the Skies
- 1939 : Le Fils de Frankenstein (Son of Frankenstein) de Rowland V. Lee
- 1939 : Sans peur et sans reproche ou Le Cirque en folie de George Marshall
- 1939 : The Spirit of Culver
- 1939 : The Family Next Door
- 1939 : Big Town Czar
- 1939 : Ex-Champ
- 1939 : They Asked for It
- 1939 : Un pensionnaire sur les bras (East Side of Heaven) de David Butler
- 1939 : The House of Fear
- 1939 : Frères héroïques (The Sun Never Sets) de Rowland V. Lee
- 1939 : The Forgotten Woman
- 1939 : J'ai volé un million (I Stole a Million) de Frank Tuttle
- 1939 : Veillée d'amour (When tomorrow comes) de John M. Stahl
- 1939 : Les Petites Pestes (The Under-Pup) de Richard Wallace
- 1939 : Tropic Fury
- 1939 : Two Bright Boys
- 1939 : Little Accident de Charles Lamont
- 1939 : Legion of Lost Flyers
- 1939 : La Tour de Londres (Tower of London) de Rowland V. Lee
- 1939 : Charlie McCarthy, Detective
- 1939 : Femme ou Démon (Destry Rides Again) de George Marshall
- 1939 : Les trois jeunes filles ont grandi (Three Smart Girls Grow Up) de Henry Koster
- 1939 : Premier Amour (First Love) de Henry Koster

### Années 1940
- 1940 : Le Retour de l'homme invisible (The Invisible Man Returns) de Joe May
- 1940 : L'Enfer vert (Green Hell) de James Whale
- 1940 : Mon petit poussin chéri (My Little Chickadee) d'Edward F. Cline
- 1940 : Honeymoon Deferred (en) de Lew Landers
- 1940 : Framed
- 1940 : Vendredi 13 (Black Friday) d'Arthur Lubin
- 1940 : La Maison aux sept pignons (The House of the Seven Gables)  de Joe May
- 1940 : Double Alibi
- 1940 : Riders of Pasco Basin (en) de Ray Taylor
- 1940 : Petite et Charmante (If I Had My Way) de David Butler
- 1940 : Son of Roaring Dan
- 1940 : Les Dalton arrivent (When the Daltons Rode) de George Marshall
- 1940 : Hired Wife
- 1940 : Ragtime Cowboy Joe
- 1940 : La Main de la momie (The Mummy's Hand) de Christy Cabanne
- 1940 : Margie d'Otis Garrett et Paul Gerard Smith
- 1940 : Vive le bonheur ! (A Little Bit of Heaven) d'Andrew Marton
- 1940 : Meet the Wildcat (en) d'Arthur Lubin
- 1940 : La Maison des sept péchés (Seven Sinners) de Tay Garnett
- 1940 : Give Us Wings
- 1940 : Une nuit sous les tropiques (One Night in the Tropics) d' A. Edward Sutherland(non crédité)
- 1940 : San Francisco Docks
- 1940 : La Femme invisible (The Invisible Woman) d' A. Edward Sutherland
- 1941 : Au sud de Tahiti (South of Tahiti) de George Waggner
- 1941 : Back Street de Fannie Hurst
- 1941 : Une épouse modèle (Model Wife) de Leigh Jason
- 1941 : Meet the Chump
- 1941 : Toute à toi (Nice Girl?) de William A. Seiter
- 1941 : Mr. Dynamite
- 1941 : Le Chat noir (The Black Cat) d'Albert S. Rogell
- 1941 : A Dangerous Game de John Rawlins
- 1941 : Le Fantôme de Lord Barington (The Man Who Lost Himself) de Clarence G. Badger
- 1941 : Bury Me Not on the Lone Prairie (en) de Ray Taylor
- 1941 : L'Île de l'épouvante (Horror Island) de George Waggner
- 1941 : Une femme à poigne (The Lady from Cheyenne) de Frank Lloyd
- 1941 : La Belle ensorceleuse (The Flame of New Orleans) de René Clair
- 1941 : Bachelor Daddy
- 1941 : Tight Shoes
- 1941 : San Antonio Rose
- 1941 : Hello, Sucker
- 1941 : Sealed Lips (en) de George Waggner
- 1941 : Deux Nigauds marins (In The Navy) d'Arthur Lubin
- 1941 : Badlands of Dakota (en)
- 1941 : Sing Another Chorus
- 1941 : The Kid from Kansas
- 1941 : Passez muscade (Never Give a Sucker an Even Break) d'Edward F. Cline
- 1941 : Flying Cadets d'Erle C. Kenton
- 1941 : Rendez-vous d'amour (Appointment for Love) de William A. Seiter
- 1941 : Deux Nigauds aviateurs (Keep 'Em Flying) d'Arthur Lubin
- 1941 : Le Loup-garou (The Wolf Man) de George Waggner
- 1941 : Hellzapoppin'  de H. C. Potter
- 1942 : Jail House Blues
- 1942 : Deux Nigauds cow-boys (Ride 'Em Cowboy) d'Arthur Lubin
- 1942 : Unseen Enemy (en) de John Rawlins
- 1942 : Butch Minds the Baby
- 1942 : The Strange Case of Doctor Rx
- 1942 : Mississippi Gambler
- 1942 : Cinquième Colonne (Saboteur), d'Alfred Hitchcock
- 1942 : You're Telling Me
- 1942 : Broadway, de William A. Seiter
- 1942 : Danger in the Pacific
- 1942 : Top Sergeant
- 1942 : L'Escadrille des aigles (Eagle Squadron)  d'Arthur Lubin
- 1942 : Mademoiselle Palmer et son psychiatre (Lady in a Jam) de Gregory La Cava
- 1942 : There's One Born Every Minute
- 1942 : Deux Nigauds dans une île (Pardon My Sarong) d'Erle C. Kenton
- 1942 :  Raiders of the West (en) de Sam Newfield
- 1942 : Half Way to Shanghai
- 1942 : La Voix de la terreur (Sherlock Holmes and the Voice of Terror)  de John Rawlins
- 1942 : Get Hep to Love
- 1942 : Deux Nigauds détectives (Who Done It?) d'Erle C. Kenton
- 1942 : Nightmare
- 1942 : Les Mille et Une Nuits (Arabian Nights) de John Rawlins
- 1943 : Sherlock Holmes et l'Arme secrète (Sherlock Holmes and the Secret Weapon) de Roy William Neill
- 1943 : The Amazing Mrs. Holliday de  Bruce Manning
- 1943 : Deux Nigauds dans le foin (It Ain't Hay) d'Erle C. Kenton
- 1943 : Sherlock Holmes in Washington
- 1943 : La Sauvagesse blanche (White Savage)
- 1943 : La Femme gorille (Captive Wild Woman) d'Edward Dmytryk
- 1943 : Toute seule (All by Myself) de Felix E. Feist
- 1943 : Rencontre à Londres (Two Tickets to London) d'Edwin L. Marin
- 1943 : Liens éternels ( Hers to Hold) de Frank Ryan
- 1943 : We've Never Been Licked
- 1943 : Fired Wife
- 1943 : Sherlock Holmes face à la mort (Sherlock Holmes Faces Death) de Roy William Neill
- 1943 : Gung Ho! (Gung Ho!': The Story of Carlson's Makin Island Raiders) de Ray Enright
- 1943 : Moonlight in Vermont
- 1944 : Sing a Jingle
- 1944 : Hollywood Parade (Follow the boys) d' A. Edward Sutherland et John Rawlins
- 1944 : Le Fantôme de la Momie de Reginald Le Borg
- 1944 : Allergic to Love
- 1944 : Et voilà la vie (This Is the Life) de Felix E. Feist
- 1944 : Murder in the Blue Room
- 1944 : The Old Texas Trail
- 1944 : Hi, Beautiful
- 1944 : Hommes du monde (In Society) de Jean Yarbrough
- 1944 : Destiny de  Reginald Le Borg
- 1944 : Le Suspect (The Suspect) de Robert Siodmak
- 1945 : She Gets Her Man de William Nigh
- 1945 : Honeymoon Ahead
- 1945 : Les Yeux qui tuent (The Frozen Ghost) d' Harold Young
- 1945 : Bad Men of the Border
- 1945 : Code of the Lawless
- 1945 : Penny cherche un père (That Night with You) de  William A. Seiter
- 1945 : Strange Confession de John Hoffman (en)
- 1945 : The Crimson Canary
- 1945 : Les Quatre Bandits de Coffeyville (The Daltons Ride Again)  de Ray Taylor
- 1945 : La Taverne du cheval rouge (Frontier Gal) de Charles Lamont
- 1946 : Idea Girl
- 1946 : Le Retour de la femme-araignée (The Spider Woman Strikes Back) d'Arthur Lubin
- 1946 : Night in Paradise d'Arthur Lubin
- 1946 : La Femme loup (She-Wolf of London) de Jean Yarbrough
- 1946 : Les peaux-rouges attaquent (Gun Town) de Wallace Fox
- 1946 : The Runaround
- 1946 : Her Adventurous Night de John Rawlins
- 1946 : Inside Job de Jean Yarbrough
- 1946 : L'Ange noir (Black Angel) de  Roy William Neill
- 1946 : Rustler's Round-Up
- 1946 : Le Gars épatant (Swell Guy) de Frank Tuttle
- 1947 : I'll Be Yours
- 1947 : L'Œuf et moi (The Egg and I)  de  Chester Erskine
- 1947 : Une vie perdue (Smash-Up: The Story of a Woman) de   Stuart Heisler
- 1947 : Deux Nigauds et leur veuve (The Wistful Widow of Wagon Gap) de Charles Barton
- 1947 : Et tournent les chevaux de bois (Ride the Pink Horse) Robert Montgomery
- 1947 : L'Exilé (The Exile) de Max Ophüls
- 1948 : Bandits de grands chemins (Black Bart) de George Sherman
- 1948 : La Cité sans voiles (The Naked City) de Jules Dassin
- 1948 : Hazard
- 1948 : Deux Nigauds contre Frankenstein (Bud Abbott Lou Costello Meet Frankenstein) de Charles Barton
- 1948 : Le Sang de la terre (Taps Roots) de George Marshall
- 1948 : La Petite Téléphoniste (For the Love of Mary) de Frederick de Cordova
- 1948 : Ma femme et ses enfants (Family Honeymoon) de Claude Binyon
- 1949 : Aventure en Irlande (The Fighting O'Flynn) d'Arthur Pierson
- 1949 : Ma and Pa Kettle
- 1949 : The Life of Riley (en) d'Irving Brecher (en)
- 1949 : Une femme joue son bonheur (The Lady Gambles) de Michael Gordon
- 1949 : Tulsa de   Stuart Heisler
- 1949 : Entrée illégale (Illegal Entry) de Frederick de Cordova
- 1949 : Arctic Manhunt
- 1949 : Sword in the Desert
- 1949 : Johnny le mouchard (Johnny Stool Pigeon) de William Castle
- 1949 : La Belle Aventurière (The Gal Who Took the West) de Frederick de Cordova
- 1949 : N'oubliez pas la formule (Free for All) de Charles Barton

### Années 1950
- 1950 : L'Araignée (Woman in Hiding) de Michael Gordon
- 1950 : Francis, le mulet qui parle (Francis) d'Arthur Lubin
- 1950 : L'Impasse maudite (One Way Street) d'Hugo Fregonese
- 1950 : Sur le territoire des Comanches (Comanche Territory) de George Sherman
- 1950 : Le Kid du Texas (The Kid from Texas) de Kurt Neumann
- 1950 : Peggy (en)
- 1950 : Louise d'Alexander Hall
- 1950 : L'Aigle du désert (The Desert Hawk) de Frederick de Cordova
- 1950 : Western Courage de Will Cowan
- 1950 : The Sleeping City
- 1950 : Harvey d'Henry Koster
- 1951 : Double Crossbones de Charles Barton
- 1951 : Deux GI en vadrouille (Up Front) d'Alexander Hall
- 1951 : Bedtime for Bonzo de Frederick de Cordova
- 1951 : Francis Goes to the Races
- 1951 : The Fat Man de William Castle
- 1951 : Hollywood Story (en)
- 1951 : La Nouvelle Aurore (Bright Victory) de Mark Robson
- 1951 : Le Signe des renégats (Mark of the Renegade) d'Hugo Fregonese
- 1951 : Cattle Drive
- 1951 : Une place au soleil (A Place in the Sun) de George Stevens
- 1951 : Reunion in Reno
- 1951 : Eve paie sa dette (The Lady Pays Off) de Douglas Sirk
- 1951 : La Quatrième Issue (The Raging Tide) de George Sherman
- 1951 : Cave of Outlaws
- 1951 : Les Frères Barberousse (Flame of Araby) de Charles Lamont
- 1951 : Les Parents apprivoisés (Week-End with Father) de Douglas Sirk
- 1951 : Katie Did It de Frederick de Cordova
- 1952 : Bonzo Goes to College (en)
- 1952 : Les Affameurs (Bend of the River)  d'Anthony Mann
- 1952 : The Treasure of Lost Canyon (en) de Ted Tetzlaff
- 1952 : Ville d'acier (Steel Town) de  George Sherman
- 1952 : Les Rois du rodéo (Bronco Buster) de Budd Boetticher
- 1952 : Les Conducteurs du diable (Red Ball Express) de Budd Boetticher
- 1952 : No Room for the Groom (en) de Douglas Sirk
- 1952 : Une fille à bagarres (Scarlet Angel) de Sidney Salkow
- 1952 : Ma and Pa Kettle at the Fair (en)
- 1952 : Sally and Saint Anne de Rudolph Maté
- 1952 : Francis Goes to West Point
- 1952 : Le monde lui appartient (The World in His Arms) de Raoul Walsh
- 1952 : Ça pousse sur les arbres (It grows on trees) d'Arthur Lubin
- 1952 : Sans ton amour (Because of You) de Joseph Pevney
- 1953 : Victime du destin (The Lawless Breed) de Raoul Walsh
- 1953 : Le Gentilhomme de la Louisiane (The Mississippi Gambler) de Rudolph Maté
- 1953 : La Cité sous la mer (City Beneath the Sea) de Budd Boetticher
- 1953 : La Légion du Sahara (Desert Legion) de Joseph Pevney
- 1953 : Ma and Pa Kettle on Vacation
- 1953 : Le Port des passions (Thunder Bay) d'Anthony Mann
- 1953 : Francis Covers the Big Town
- 1953 : Désir de femme (All I Desire) de Douglas Sirk
- 1953 : Le Déserteur de Fort Alamo de Budd Boetticher
- 1953 : The Stand at Apache River
- 1953 : Révolte au Mexique (Wings of the Hawk) de Budd Boetticher
- 1953 : Le Justicier impitoyable (Back to God's Country) de Joseph Pevney
- 1953 : Double Filature (Forbidden) de Rudolph Maté
- 1953 : Le Crime de la semaine de Jack Arnold
- 1954 : Taza, fils de Cochise (Taza, Son of Cochise) de Douglas Sirk
- 1954 : La Brigade héroïque (Saskatchewan) de Raoul Walsh
- 1954 : Chevauchée avec le diable (Ride Clear of Diablo) de Jesse Hibbs
- 1954 : Yankee Pasha
- 1954 : Fille de plaisir (Playgirl) de Joseph Pevney
- 1954 : La Rivière sanglante (Drums Across the River) de Nathan Juran
- 1954 : Alibi meurtrier (Naked Alibi) de Jerry Hopper (non-crédité)
- 1954 : Le Défilé sauvage (Black Horse Canyon) de Jesse Hibbs
- 1954 : Le Secret magnifique (Magnificent Obsession) de Douglas Sirk
- 1954 : Vengeance à l'aube (Dawn at Socorro) de George Sherman
- 1954 : Je suis un aventurier (The Far Country) d'Anthony Mann
- 1954 : Le Nettoyeur (Destry) de George Marshall
- 1954 : Le Signe du païen (Sign of the Pagan) de Douglas Sirk
- 1955 : La police était au rendez-vous (Six Bridges to Cross), de Joseph Pevney
- 1955 : Capitaine Mystère (Captain Lightfoot) de Douglas Sirk
- 1955 : Le Grand chef (Chief Crazy Horse) de George Sherman
- 1955 : Ange ou Démon (The Shrike) de José Ferrer
- 1955 : La Danseuse et le Milliardaire (Ain't Misbehavin') d'Edward Buzzell
- 1955 : La Muraille d'or (Foxfire)de Joseph Pevney
- 1955 : Francis in the Navy d'Arthur Lubin
- 1955 : Son seul amour (One Desire) de Jerry Hopper
- 1955 : Madame de Coventry (Lady Godiva of Coventry) d'Arthur Lubin
- 1955 : Les Années sauvages (The Rawhide Years) de Rudolph Maté
- 1955 : Tout ce que le ciel permet (All That Heaven Allows) de Douglas Sirk
- 1956 : Ne dites jamais adieu (Never Say Goodbye) de Jerry Hopper
- 1956 : La Corde est prête (Star in the Dust) de Charles F. Haas
- 1956 : The Toy Tiger
- 1956 : Francis in the Haunted House
- 1956 : Brisants humains (Away All Boats) de Joseph Pevney
- 1956 : L'Enquête de l'inspecteur Graham (The Unguarded Moment) d'Harry Keller
- 1956 : Écrit sur du vent (Written on the Wind) de Douglas Sirk
- 1956 : Les Ailes de l'espérance (Battle Hymn) de Douglas Sirk
- 1956 : Le Prix de la peur (The Price of Fear) d'Abner Biberman
- 1957 : La Reine des neiges (Snezhnaya koroleva)
- 1957 : Istanbul de Joseph Pevney
- 1957 : Une arme pour un lâche (Gun for a Coward) d'Abner Biberman
- 1957 : La Robe déchirée (The Tattered Dress) de Jack Arnold
- 1957 : Kelly et moi (Kelly and Me) de Robert Z. Leonard
- 1957 : The Night Runner de Abner Biberman
- 1957 : Tammy and the Bachelor  de Joseph Pevney
- 1957 : L'Homme aux mille visages (Man of a Thousand Faces) de Joseph Pevney
- 1957 : Les Amants de Salzbourg (Interlude) de Douglas Sirk
- 1957 : Mon homme Godfrey (My Man Godfrey) d'Henry Koster
- 1957 : Une arme pour un lâche (Gun for a Coward) d'Abner Biberman
- 1958 : La Ronde de l'aube (The Tarnished Angels) de Douglas Sirk
- 1958 : Le Démon de midi (This Happy Feeling) de Blake Edwards
- 1958 : Kathy O'
- 1958 : Once Upon a Horse...
- 1958 : Les Années merveilleuses (The Restless Years)
- 1959 : Mirage de la vie (Imitation of Life) de Douglas Sirk

### Années 1960
- 1960 : Meurtre sans faire-part (Portrait in Black), de Michael Gordon
- 1960 : Piège à minuit (Midnight Lace) de David Miller
- 1961 : Histoire d'un amour (Back street) de David Miller
- 1963 : Le Vilain Américain (The Ugly American) de George Englund
- 1963 : Le Combat du capitaine Newman (Captain Newman, M.D.) de David Miller
- 1964 : La Patrouille de la violence (Bullet for a Badman) de R. G. Springsteen
- 1964 : La Chatte au fouet (Kitten with a Whip)
- 1965 : Les Prairies de l'honneur (Shenandoah) d'Andrew V. McLaglen
- 1965 : Les Exploits d'Ali Baba (The Sword of Ali Baba) de Virgil W. Vogel
- 1965 : Gare à la peinture (The Art of Love) de Norman Jewison
- 1966 : Madame X de David Lowell Rich
- 1966 : L'Homme de la Sierra (The Appaloosa) de Sidney J. Furie